# SN 1998ae
SN 1998ae – supernowa nieznanego typu odkryta 25 marca 1998 roku w galaktyce A093047-0438. W momencie odkrycia miała maksymalną jasność 23,90m.